# Municipio de Rush (condado de Dauphin)
El municipio de Rush (en inglés: Rush Township) es un municipio ubicado en el condado de Dauphin en el estado estadounidense de Pensilvania. En el año 2000 tenía una población de 180 habitantes y una densidad poblacional de 3 personas por km².

## Geografía
El municipio de Rush se encuentra ubicado en las coordenadas 40°31′00″N 76°37′59″O / 40.51667, -76.63306.

## Demografía
Según la Oficina del Censo en 2000 los ingresos medios por hogar en la localidad eran de $51,250 y los ingresos medios por familia eran de $46,875. Los hombres tenían unos ingresos medios de $43,000 frente a los $25,313 para las mujeres. La renta per cápita de la localidad era de $22,579. Alrededor del 0% de la población estaba por debajo del umbral de pobreza.